# Genoneopsylla thysanota
Genoneopsylla thysanota är en loppart som först beskrevs av Hamilton Paul Traub 1968.  Genoneopsylla thysanota ingår i släktet Genoneopsylla och familjen mullvadsloppor. Inga underarter finns listade i Catalogue of Life.